# Tjeckoslovakiens damlandslag i ishockey
Tjeckoslovakiens damlandslag i ishockey representerade det dåvarande Tjeckoslovakien i ishockey för damer.
Den 2 april 1988 spelade Tjeckoslovakiens sina första damlandskamp, då man fick stryk med 1–8 mot Schweiz i Beroun. Man deltog även vid EM 1989 i det dåvarande Västtyskland samt EM 1991 i Tjeckoslovakien.